# Pointe de Cornouaille
La pointe de Cornouaille se trouve au Nord du hameau de Kerviniou. Elle se situe sur la presqu'île de Roscanvel et fait face au Fort du Mengant. Elle fait partie du dispositif de défense du goulet de Brest.
La Tour-modèle no 1 se trouve à proximité de la route.

## Ouvrages militaires
Les ouvrages connus sont :
- Batterie basse (1694) - construit sur plan de Vauban
- Tour modèle no 1 (1813) - voir Tour-modèle type 1811
- Batterie de rupture sous roc (1888)
- Batterie du plateau (1897)
- Batterie de DCA allemande (1943)
- Batterie lance torpille allemande

Voir batterie de Cornouaille.